# 2017 في كوريا الجنوبية
فيما يلي قوائم الأحداث التي وقعت خلال عام 2017 في كوريا الجنوبية.

## أحداث
- 15 نوفمبر – زلزال بوهانغ 2017

## سياسة

### تعيين في المنصب
- 10 مايو – مون جاي إن رئيس كوريا الجنوبية.

### انتهاء فترة المنصب
- 10 مارس – باك غن هي رئيس كوريا الجنوبية.

## أفلام
من الأفلام التي صدرت هذه السنة في كوريا الجنوبية:
- 1 يناير – الشرير من إخراج جيونغ بيونغ جيل [الإنجليزية]‏.
- 1 يناير – اللحية الزرقاء
- 1 يناير – سائق سيارة أجرة من إخراج جانغ هون.
- 16 فبراير – وحيدة على الشاطئ ليلا من إخراج هونغ سانغ سو.
- 26 أبريل – العمدة
- 13 مايو – قطار بوسان من إخراج يون سانغ-هو.
- 14 مايو – الخادمة من إخراج بارك تشان ووك.
- 6 سبتمبر – مذكرات قاتل من إخراج ون سين يون [الإنجليزية]‏.

## برامج ومسلسلات وأنمي
- إنتاج 101 الموسم 2

## موسيقى

### ألبومات
من الألبومات التي صدرت هذه السنة في كوريا الجنوبية:
- 28 فبراير – صوتي من غناء كم تاي يون.
- 10 مايو – 4X2=8 من غناء ساي.

## وفيات

### أكتوبر
- 30 أكتوبر – كيم جو هيوك (مواليد 1972) ممثل كوري جنوبي.

### ديسمبر
- 18 ديسمبر – كم جونغ هيون (مواليد 1990) مغني وراقص كوري جنوبي.